# Zaporizja (gebied)

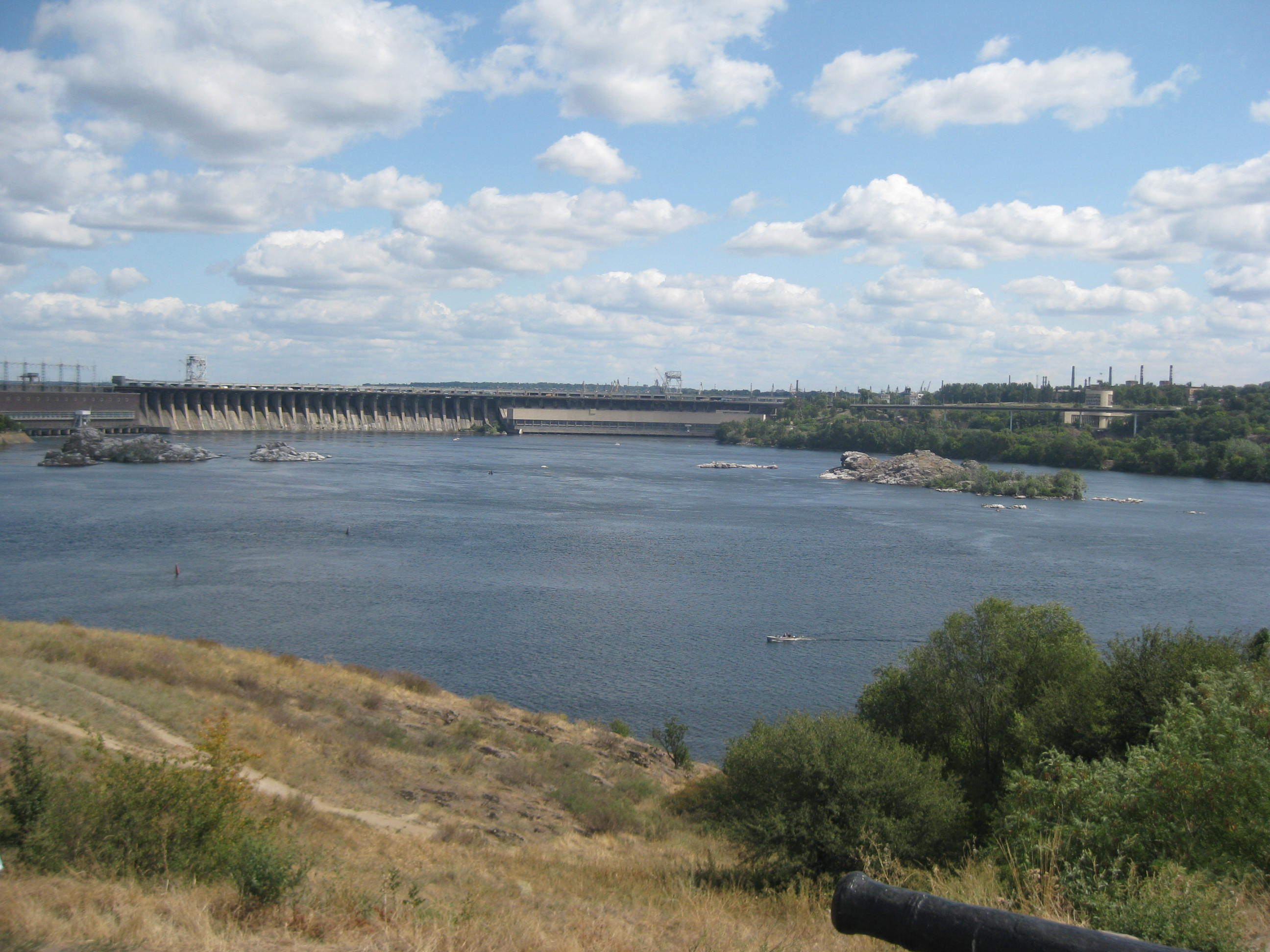
DneproGES stuwdam in Zaporizja

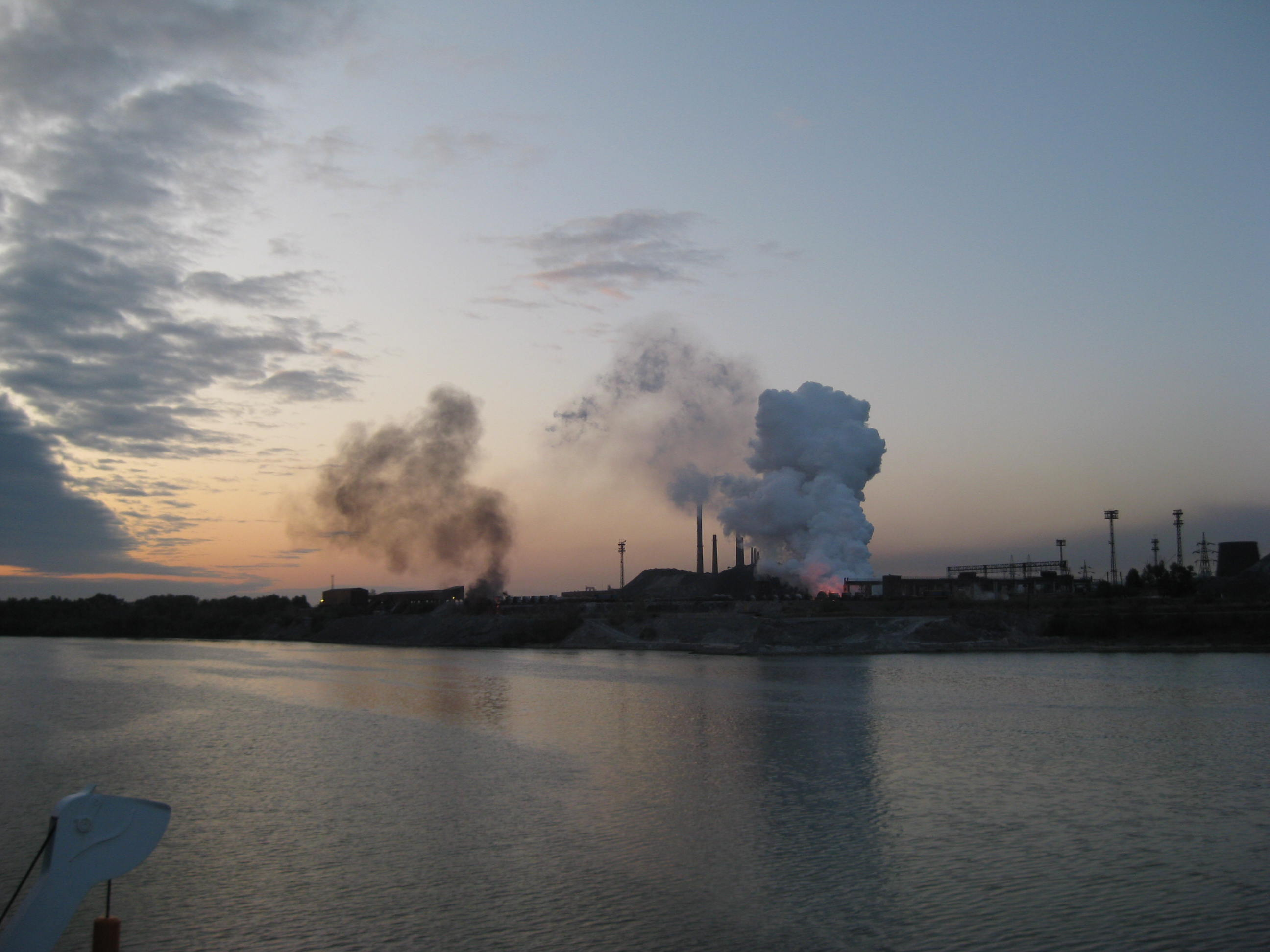
Staalfabriek aan de oever van de Dnjepr

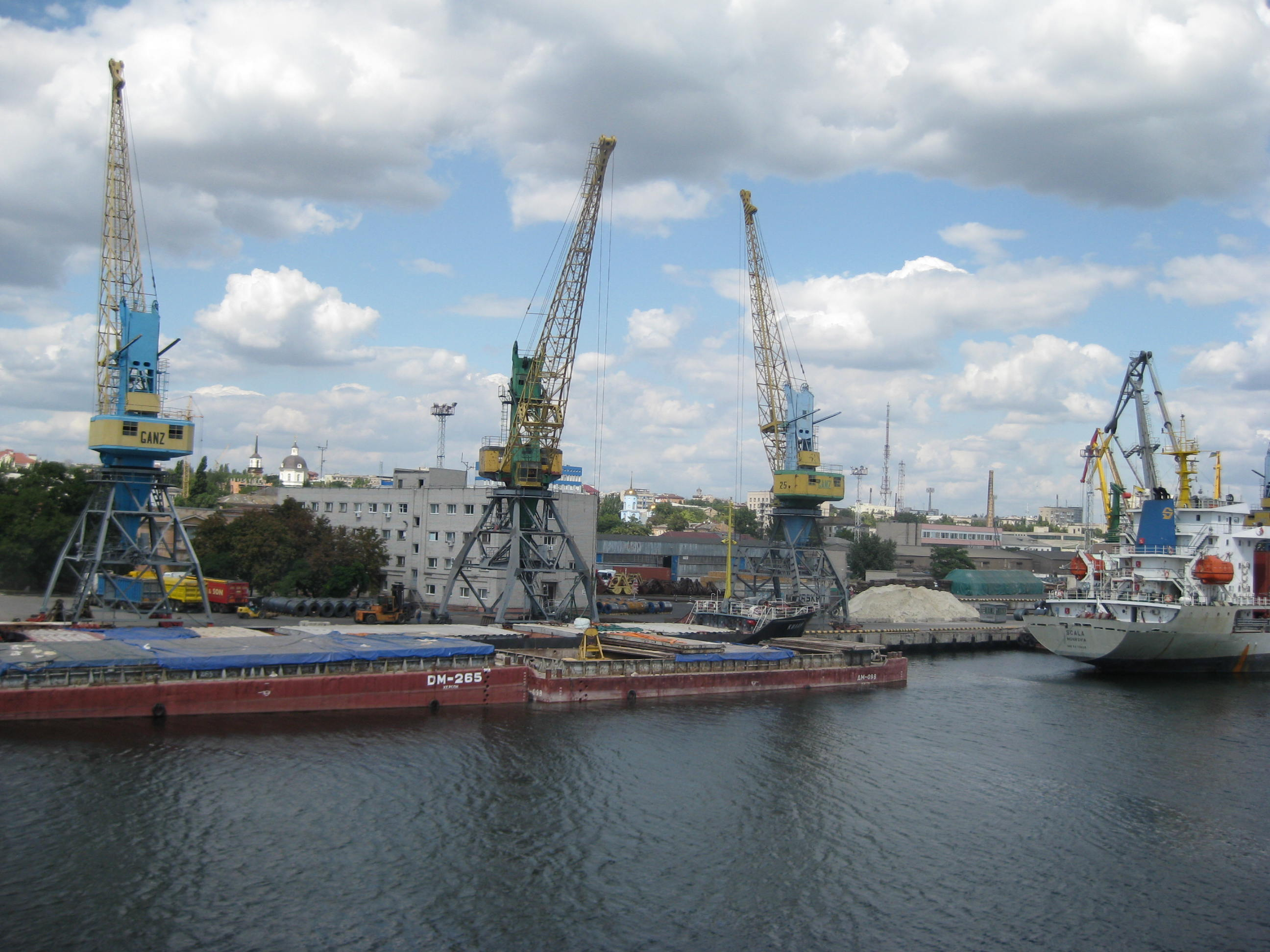
De haven van Cherson

Zaporizja (Oekraïens: Запоріжжя, Pools: Zaporoże, Russisch: Запорожье; [Zaporozje]) is een historische landstreek van Oekraïne. Het is gesitueerd rond de rivier de Dnjepr, onder de stroomversnellingen van de Dnjepr (porohy, poroża), waar de naam vandaan komt; "gebied achter de stroomversnellingen". Van de 16e tot de 18e eeuw was het een onafhankelijk Kozakkengebied met een hoofdstad in Zaporozka Sitsj (Oekraïens: Запорозька Січ; een sitsj was een vesting). Het gebied komt overeen met de huidige oblast Dnjepropetrovsk, grote gedeelten van de oblasten Zaporizja en Kirovohrad en gedeelten van de oblast Cherson en de oblast Donetsk.

## Etymologie
De naam Zaporizja stamt af van de stroomversnelling in de benedenloop van de Dnjepr. De gebieden die ten zuiden van het Dnjepr-eiland Chortytsja lagen, voorbij de stroomversnelling, werden Zaporozjisch genoemd en de regio Zaporozje.

## Geschiedenis
In de 16e en 17e eeuw was het gebied onderdeel van de zogenoemde Wilde Velden. Zaporizja was de naam van het gebied van de Kozakkenstaat van de Zaporozje-Kozakken. Van de 15e eeuw tot de late 17e eeuw werd het bevochten door Rusland, het Pools-Litouwse Gemenebest en het Ottomaanse Rijk. Het grootste deel van deze periode was het gebied in handen van het gemenebest, maar er was nooit vrede en het gebied stond bekend als turbulent en gevaarlijk; de schuilplaats van schurken en bandieten. Naast de invasies van buitenlandse mogendheden hadden de inwoners van Zaporizja ook te maken met de instroom van nieuwe kolonisten vanuit alle richtingen en met conflicten tussen de szlachta (Poolse adel) en de zich hevig verzettende Kozakken, die verschillende Poolse pogingen om het gebied te onderwerpen wisten af te slaan. Daarbij plunderden de Kozakken vaak de aangrenzende rijke gebieden van het Ottomaanse Rijk, die op hun beurt weer zorgde voor aanvallen door de Ottomaanse vazallen; de Krim-Tataren.
Na het Verdrag van Perejaslav uit 1654 werd de staat een suzereiniteit van Moskovië en werd in tweeën gesplitst. Het Kozakken-Hetmanaat van Linkeroever-Oekraïne had haar hoofdstad in Tsjyhyryn en later in Batoeryn en Hloechiv.
Het meer onafhankelijke leger van Beneden-Zaporizja was gelegerd rond Oud-Sitsj (Stara Sitsj). In 1709 gaf tsaar Peter I opdracht tot de vernietiging van Oud-Sitsj, waarmee hij de Zaporozje-Kozakken dwong om te vluchten naar Olesjky aan de Zwarte Zee in Ottomaans gebied. In 1734 gaven de Russen toestemming aan de Kozakken om hun republiek opnieuw te stichten als de Vrije landen van de Zaporozje vojsko, gevestigd in de Nieuwe Sitsj (Nova Sitsj), maar er trokken vele kolonisten naar het gebied, wat ertoe leidde dat de Sitsj voorgoed werd opgeheven in 1775 en het gebied werd toegevoegd aan het gouvernement Novorossiejsk.